# Elezioni parlamentari in Guinea del 2020
Le elezioni parlamentari in Guinea del 2020 si sono tenute il 22 marzo per il rinnovo dell'Assemblea nazionale, contestualmente ad un referendum costituzionale.
Le consultazioni sono state boicottate dalle principali forze politiche di opposizione.

## Risultati
| Liste                                                 | Riepilogo nazionale | Riepilogo nazionale | Riepilogo nazionale | Seggi   | Seggi  |
| Liste                                                 | Voti                | %                   | Seggi               | Collegi | Totale |
| ----------------------------------------------------- | ------------------- | ------------------- | ------------------- | ------- | ------ |
| Raggruppamento del Popolo Guineano                    | 1.591.599           | 55,26               | 42                  | 37      | 79     |
| Unione Democratica della Guinea                       | 151.576             | 5,26                | 4                   | -       | 4      |
| Movimento Popolare Democratico della Guinea           | 113.692             | 3,95                | 3                   | -       | 3      |
| Nuove Forze Democratiche                              | 76.200              | 2,65                | 2                   | 1       | 3      |
| Unione per il Progresso e il Rinnovamento             | 76.150              | 2,64                | 2                   | -       | 2      |
| Raggruppamento per lo Sviluppo Integrato della Guinea | 76.100              | 2,64                | 2                   | -       | 2      |
| Unione delle Forze del Cambiamento                    | 75.998              | 2,64                | 2                   | -       | 2      |
| Alternanza Democratica per il Cambiamento             | 75.988              | 2,64                | 2                   | -       | 2      |
| Guinea per la Democrazia e l'Equilibrio               | 75.900              | 2,64                | 2                   | -       | 2      |
| Altri <40.000 voti                                    | 453.060             | 15,73               | 15                  | -       | 15     |
| Totale                                                | 2.766.263           |                     | 76                  | 38      | 114    |
| Schede bianche                                        | 113.681             | 3,95                |                     |         |        |
| Totale                                                | 2.879.944           | 100                 |                     |         |        |
| Schede nulle                                          | 126.111             |                     |                     |         |        |
| Totale                                                | 3.006.055           |                     |                     |         |        |